# Walter von Mohrenschildt
Walter Erich von Mohrenschildt (* 6. Juni 1910 in Dresden; † 1. Juli 1934 in Berlin-Lichterfelde) war ein deutscher SA-Führer. Er wurde während des sogenannten Röhm-Putsches von der Leibstandarte SS Adolf Hitler erschossen.

## Leben und Wirken
Walter von Mohrenschildt entstammte der baltischen Adelsfamilie von Mohrenschildt. Sein Vater war der Landwirt und Gutsbesitzer Walter Constantin von Mohrenschildt. Sein älterer Bruder war der Journalist Udo von Mohrenschildt. Mohrenschildts Patenonkel war der Admiral und spätere Polizeipräsident von Berlin Magnus von Levetzow.
Nach dem Schulbesuch wurde Mohrenschildt von 1929 bis 1931/1932 an der Kolonialschule Witzenhausen zum Diplomkolonialwirt ausgebildet. Während dieser Zeit trat er 1930 in die Nationalsozialistische Deutsche Arbeiterpartei (NSDAP) ein (Mitgliedsnummer 193.868), in der er bis Anfang 1932 der Ortsgruppe Witzenhausen im Parteigau Hessen Nord angehörte. Zudem wurde er Mitglied der Sturmabteilung (SA), des Straßenkampfverbandes der NSDAP. 
Erstmals behördennotorisch wurde Mohrenschildt, nachdem er sich in der Nacht vom 4. zum 5. August 1931, nach einer nationalsozialistischen Versammlung in Wendershausen, einem Dorf bei Witzenhausen, an einem Überfall auf eine Gruppe von Angehörigen eines jüdischen Wanderbundes beteiligte, die in einer Scheune bei Wendershausen übernachteten. Unter Führung des Führers der Witzenhausener SA, Krumbügel, brachten 30 bis 40 Nationalsozialisten und Anhänger der NSDAP – größtenteils Schüler der Witzenhausener Kolonialschule – mehreren Überfallenen schwere Verletzungen bei (u. a. gebrochene Arme und Kopfverletzungen), so dass sie ins Krankenhaus eingeliefert werden mussten. Mohrenschildt, der neben Krumbügel und einem gewissen Horst Otto als Rädelsführer des Überfalls angesehen wurde, wurde anschließend zusammen mit 13 weiteren Personen vor dem Schöffengericht in Kassel wegen Landfriedensbruchs angeklagt. Als Verteidiger in diesem Prozess, der am 28. und 29. September 1931 stattfand, fungierte dabei der spätere Staatssekretär im Reichsjustizministerium und Vorsitzende des Volksgerichtshofes Roland Freisler. Der Prozess endete mit Freisprüchen für acht Angeklagte, während fünf andere Angeklagte – darunter Mohrenschildt, Krumbügel und Otto – zu je vier Monaten Gefängnis und ein letzter zu zwei Monaten verurteilt wurden. Mohrenschildt entzog sich der Bestrafung, indem er vor dem Beginn der am 20. April 1932 vor dem Landgericht angesetzten Berufungsverhandlung ins Ausland (u. a. Brasilien) floh.
Obwohl Mohrenschildt nach seiner Rückkehr bei verschiedenen NSDAP-Ortsgruppen als Mitglied geführt wurde, wurde seine durch die Flucht nach Brasilien bedingte Streichung als Parteimitglied erst im Januar 1934 zurückgenommen. Mohrenschildt wurde seit dieser Zeit beim Groß-Gau Berlin als Mitglied geführt.
Nach seiner Rückkehr aus Brasilien – die wahrscheinlich nach der Amnestie für politische Vergehen vom Dezember 1932 erfolgte – machte Mohrenschildt rasch Karriere in der Sturmabteilung. Seit 1933 gehörte er zum persönlichen Umfeld des Führers der SA-Gruppe Berlin-Brandenburg Karl Ernst. Zum 1. April 1934 wurde als Nachfolger von Gerhard Sudheimer zum offiziellen Adjutanten der SA-Gruppe Berlin-Brandenburg ernannt.
Aufgrund der bekannten homosexuellen Neigungen Ernsts stand Mohrenschildt – den der erste Chef der Gestapo, Rudolf Diels, als „jung, hübsch und rotwangig“ beschrieb – in dem Ruf, homosexuelle Beziehungen zu seinem Chef zu unterhalten.
Als Hitler die SA im Zuge der „Röhm-Affäre“ am 30. Juni 1934 politisch entmachtete, wurde Walter von Mohrenschildt zusammen mit Wilhelm Sander, Daniel Gerth, Gerd Voß, Veit Ulrich von Beulwitz und weiteren engen Mitarbeitern Karl Ernsts von der SS verhaftet. Am 1. Juli 1934 wurde er in der Hauptkadettenanstalt Lichterfelde von Angehörigen der Leibstandarte SS Adolf Hitler erschossen.
Mohrenschildts Urne wurde am 21. Juli 1934 auf dem Waldfriedhof Niesky beigesetzt.

### Mohrenschildt und der Reichstagsbrand
In der ausländischen Presse kam beinahe sofort nach der Erschießung von Mohrenschildts die Behauptung auf, dass er als Adjutant Karl Ernsts an der Inbrandsetzung des Berliner Reichstages am 28. Februar 1933 beteiligt gewesen sei. Als Beleg für diese Behauptung diente jahrelang das „Ernst-Testament“, eine angeblich von Ernst als „Lebensversicherung“ im Ausland hinterlegte selbstverfasste Erklärung, die im Falle seines gewaltsamen Todes veröffentlicht werden sollte und in der er vermeintlich seine Brandstifterschaft beim Reichstagsbrand offen einräumt, wobei Mohrenschildt als einer der Beteiligten bezeichnet wird. Dieses Dokument wurde später als eine Fälschung aus der Werkstatt des kommunistischen Verlegers Willi Münzenberg entlarvt.
Obwohl die historische Forschung das „Ernst-Testament“ bereits in den 1960er Jahren als Fälschung identifizieren konnte, wurde Mohrenschildt in der Literatur zum Reichstagsbrand noch jahrzehntelang mit dem Ereignis in Verbindung gebracht. Die Behauptung, dass er einem angeblichen Stoßtrupp angehört habe, der in das Reichstagsgebäude eingedrungen und den Brand gelegt habe, oder dass er zumindest durch seinen Chef Ernst von einem solchen Vorgang unterrichtet gewesen sei, wurde zumal in Veröffentlichungen von Walther Hofer, Edouard Calic und des „Internationalen Komitees zur wissenschaftlichen Erforschung der Ursachen und Folgen des Zweiten Weltkrieges“ noch bis in die 1980er Jahre ohne stichhaltige Quellen weiterbehauptet.

## Archivarische Überlieferung
Die Akten zum Prozess gegen Mohrenschildt und andere wegen Überfalls auf jüdische Wanderer im Jahr 1931 haben sich im Staatsarchiv Marburg erhalten (Akte 274 Kassel Nr. 957).